# Piedra Gorda (Camuy)
Piedra Gorda es un barrio ubicado en el municipio de Camuy en el Estado Libre Asociado de Puerto Rico. En el Censo de 2010 tenía una población de 1846 habitantes y una densidad poblacional de 181,54 personas por km².

## Geografía
Piedra Gorda se encuentra ubicado en las coordenadas 18°24′57″N 66°53′16″O / 18.41583, -66.88778. Según la Oficina del Censo de los Estados Unidos, Piedra Gorda tiene una superficie total de 10.17 km², de la cual 10.17 km² corresponden a tierra firme y (0.03%) 0 km² es agua.

## Demografía
Según el censo de 2010, había 1846 personas residiendo en Piedra Gorda. La densidad de población era de 181,54 hab./km². De los 1846 habitantes, Piedra Gorda estaba compuesto por el 90.14% blancos, el 4.28% eran afroamericanos, el 0.22% eran amerindios, el 4.01% eran de otras razas y el 1.35% pertenecían a dos o más razas. Del total de la población el 99.57% eran hispanos o latinos de cualquier raza.